# Führerhauptquartier Wasserburg

Lage der Führerhauptquartiere

Das Führerhauptquartier Wasserburg war eine als Führerhauptquartier geplante Bunkeranlage, die während des Zweiten Weltkriegs in der Nähe von Pleskau (russ.: Pskow) in der Sowjetunion gebaut wurde.

## Geschichte
Das Führerhauptquartier Wasserburg wurde auf dem Gelände des Klosters Snetogorski errichtet. Die Bauplanung hatten Ingenieure der Organisation Todt. Am 1. November 1942 wurde mit dem Bau angefangen. Nachdem Straßen, Kanalisation und nebenstehende Gebäude modernisiert wurden, wurde ein Bunker des Typs 102V erbaut. Die als Wasserburg bezeichnete Anlage war als in Richtung Front vorgeschobenes Führerhauptquartier, rund vier Kilometer nordwestlich von Pleskau an einer Flussschleife der Welikaja. Den Mittelpunkt der Anlage bildete ein altes schlossähnliches Herrenhaus.
Die Anlage wurde aufgrund der militärischen Lage von Hitler nie als Führerhauptquartier verwendet, sondern nach Fertigstellung von der Heeresgruppe Nord als militärisches Hauptquartier genutzt.
Das Hauptquartier wurde bis zum Sommer 1944 betrieben, als Pleskau von der Roten Armee zurückerobert wurde. Nach dem Krieg diente das Kloster als Lazarett. Im Jahr 1993 übernahm die russisch-orthodoxe Kirche die Gebäudeanlage und nutzt diese heute noch als Kloster.

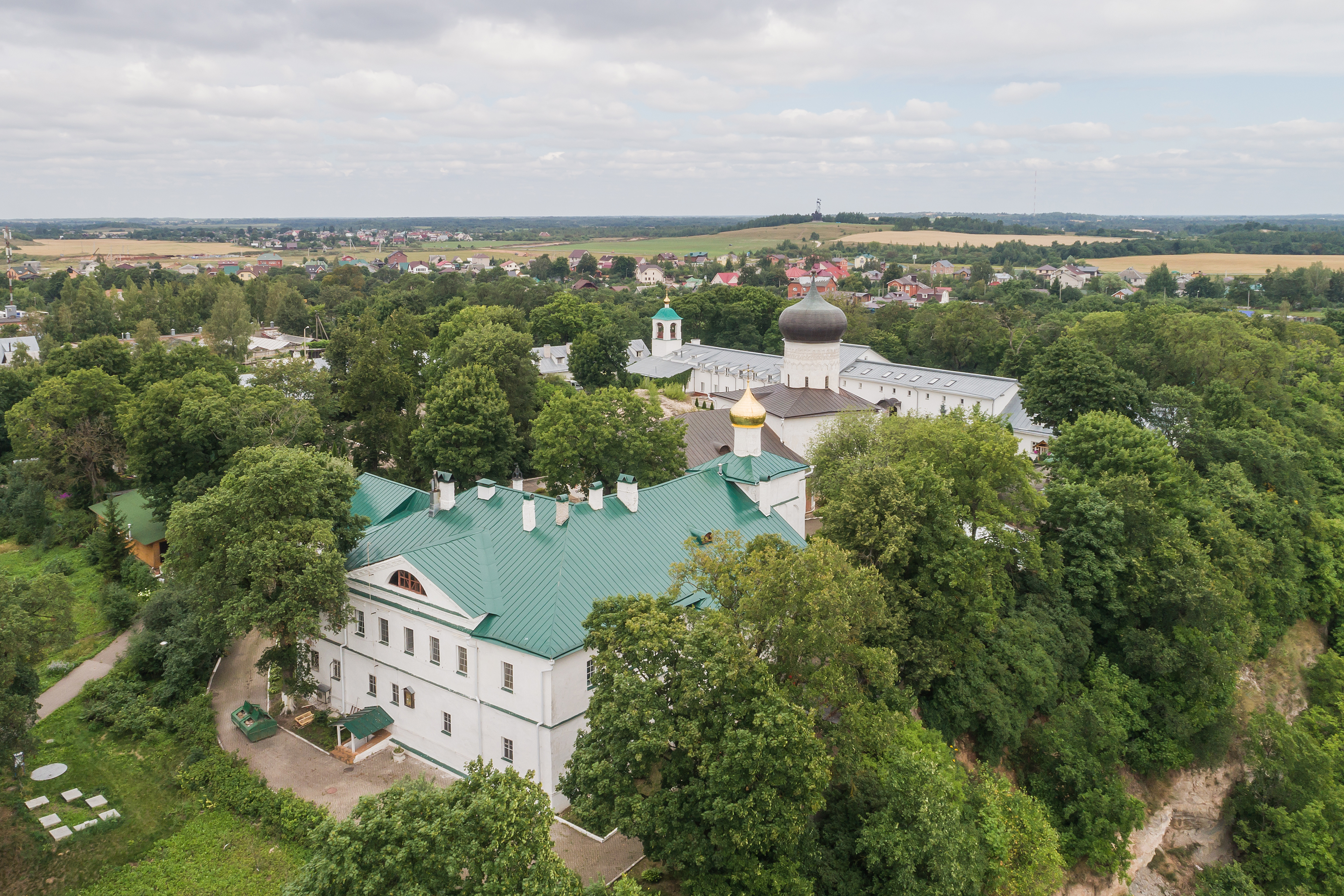
Blick auf das heutige Kloster